# 拉斯尼茨塔尔
拉斯尼茨塔尔是奥地利施蒂利亚州魏茨县的一个市镇。总面积7.59平方公里，总人口1085人，人口密度143.0人/平方公里（2005年）。